# Calcutta (Schiff, 1919)
HMS Calcutta (D82) war ein Leichter Kreuzer der C-Klasse der Royal Navy und das dritte Schiff dieser Klasse, das bei Vickers in Barrow gefertigt wurde. Das Schiff gehörte zu der fünf Schiffe umfassenden Carlisle-Unterklasse. Das 1916 bestellte Schiff wurde – wie alle dieser Untergruppe – erst nach Kriegsschluss einsatzbereit.
Als, nach zwei Versuchsumbauten, die Royal Navy sich zum Umbau aller Schiffe der Klasse zu Flugabwehrkreuzern entschied, wurde die Calcutta ab 1938 als zweites Schiff umgebaut und kam im Juli 1939 noch vor Ausbruch des Weltkriegs als vierter Flakkreuzer der Klasse wieder in Dienst. Nach Einsätzen vor Norwegen, Dünkirchen und seit Mitte 1940 im Mittelmeer wurde der Kreuzer am 1. Juni 1941 von der deutschen Luftwaffe versenkt.

## Geschichte derCalcutta
Die im April 1916 bewilligte Kreuzer Calcutta war das fünfte Schiff in der Geschichte der britischen Marine, das nach der indischen Stadt benannt wurde.
Calcutta entstand unter der Baunummer 497, wurde am 18. Oktober 1917 auf Kiel gelegt und lief am 9. Juli 1918 vom Stapel. Die Indienststellung erfolgte schließlich am 28. August 1919.

### Technische Details und Modifikationen
Die Calcutta war 137,56 m über alles lang und 13,33 m breit, der mittlere Tiefgang lag bei 4,27 m. Sechs ölbefeuerte Yarrow-Kessel vom 3-Trommel-Typ sowie zwei Parsons-Getriebeturbinen ermöglichten dem Kreuzer bei einer Maschinenleistung von 40.000 WPS, eine Höchstgeschwindigkeit über 29 kn (knapp 55 km/h). Bei den Testfahrten 1917 wurden 40.240 PS gemessen und damit 28,07 kn erzielt. Der Treibstoffvorrat betrug ursprünglich maximal 950 Tonnen Öl; die Seeausdauer der Calcutta betrug bis zu 5900 Seemeilen bei 10 kn Marschfahrt. 

Bewaffnet war der Leichte Kreuzer mit fünf 152-mm-L/45-Mk.XII-Kanonen, zwei 76-mm-L/45-Mk.I-Mehrzweckgeschützen, vier 3-pdr-(47-mm)-Hotchkiss-Geschützen sowie zwei 40-mm-L/39-(2pdr)-„pompom“-Flak zur Abwehr feindlicher Flugzeuge. Dazu kamen noch vier 533-mm-Torpedorohr-Zwillingsätze, die versetzt an den Schiffsseiten aufgestellt wurden.
Nachdem die Royal Navy sich nach zwei Versuchs-Umbauten mit einer zehn einzelne (auch) für die Flugzeugabwehr geeignete 102-mm-Geschütze umfassenden Hauptbewaffnung entschieden hatte, alle der mittlerweile als veraltet angesehenen Leichten Kreuzer der C-Klasse zu Flugabwehrkreuzern umzurüsten, gehörte die Calcutta zum ersten Umbau-Los. Allerdings wurde die Hauptbewaffnung auf den Einbau von vier moderneren 102-mm-Doppellafetten Mk.XVI verändert und es wurden stärkere Eingriffe in die Struktur der Aufbauten vorgenommen. 1938 begann der Umbau mit den Schwesterschiffen Cairo und Calcutta, die auf den Marinewerften in Portsmouth bzw. Chatham umgebaut wurden.

### Einsätze
Am 2. Juli 1919 kam HMS Calcutta erstmals für Versuche der Bauwerft mit der Navy in Dienst und verlegte nach Portsmouth. Die endgültige Abnahme erfolgte vor Greenock am Clyde. Am 24. August wurde der Kreuzer als Flaggschiff für die auf der North America and West Indies Station stationierte 8th Light Cruiser Squadronin Dienst gestellt. Am 28. verließ der Kreuzer Portsmouth und lief über Devonport bis zum 9. Oktober 1919 zu seiner neuen Station Bermuda. Der Dienst dort bestand aus Besuchen in US-amerikanischen Häfen und Häfen um die Karibik.

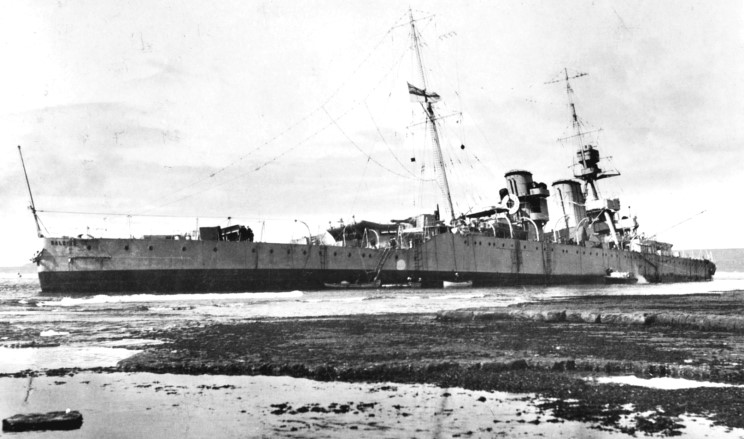
Die aufgelaufene Raleigh.

Dazu kamen Verbandsübungen auch vor der kanadischen Küste und größere Besuche in kanadischen Häfen. Im August 1922 unterstützte der Kreuzer das im Nebel bei L’Anse Amour in der Belle-Isle-Straße aufgelaufene Flaggschiff Raleigh, das nicht abgebracht werden konnte.
Am 21. Oktober 1926 wurde die Calcutta bei einem schweren Unwetter in Bermuda gegen den Kai und an die Küste gedrückt und erheblich beschädigt. Nach einer behelfsmäßigen Reparatur verließ er im November die Station und wurde am 4. Dezember 1926 in Chatham außer Dienst gestellt. Die Besatzung stieg mehrheitlich auf den Kreuzer Despatch um.
Ende April 1928 begann die Reparatur des Schiffes, das als Flaggschiff zur 6th Cruiser Squadron auf der South Africa Station verlegt werden sollte.
Am 18. September wurde die Calcutta wieder in Dienst gestellt, um in Südafrika die alte Birmingham zu ersetzen. Im Oktober lief der Kreuzer zu seiner neuen Basis Simonstown aus. Die Calcutta verblieb bis zum Februar 1931 auf der südafrikanischen Station. Wieder in der Heimat wurde das Schiff der Reserve zugewiesen.
Im August 1938 begann der Umbau zu einem Flugabwehrkreuzer auf dem Chatham Dockyard, der im August 1939 abgeschlossen wurde. Als sie in Dienst gestellt wurde, war die Calcutta das vierte Schiff der C-Klasse, das zum Flakkreuzer umgebaut war und kam zur Home Fleet.

#### Zweiter Weltkrieg
Der Kreuzer kam als Luftverteidigungskreuzer nach Scapa Flow und sicherte dann Konvois in der Nordsee und Flottenbewegungen. Die Calcutta gehörte zu den schon früh nach dem deutschen Angriff auf Norwegen dort eingesetzten Einheiten. Am 16. April 1940 suchte sie zusammen mit Effingham, York und Ashanti nach deutschen Kriegsschiffen, die angeblich von Ålesund nach Trondheim verlegten. Am 20. lief sie nach Åndalsnes, um den Hafen gegen Luftangriffe zu sichern. An Bord befand sich Konteradmiral Vivian, der Befehlshaber aller Flakkreuzer, der dann in Namsos verblieb. Am 22. sicherte sie zusammen mit dem Kreuzer Birmingham und den französischen Zerstörern Bison und Foudroyant französische Landungstruppen auf dem Transporter Ville d'Alger auf dem Weg nach Namsos. Der Transporter wurde in den Küstengewässern von dem Zerstörer Maori und der Sloop Auckland aufgenommen, denen die Calcutta folgte, um die Fliegerabwehr in Namsos zu übernehmen. Ville d'Alger konnte wegen eines Schneesturms von 1100 Mann nur 750 in Namsos landen. In den folgenden Tagen wechselte der Flakkreuzer als Wachschiff im Romsdalsfjord mehrfach seinen Standort und lag zeitweise auch in Andalsnes und Molde. Als in der Nacht zum 2. Mai die Sickle-Force über Andalsnes evakuiert wurde, nahmen die Kreuzer Manchester und Birmingham noch 1500 Mann, die Calcutta und die Auckland die fast 1000 Mann der Nachhut an Bord.
Am 12. Mai fanden die Calcutta und der Zerstörer Zulu den norwegischen Dampfer Nord-Norge (996 BRT, 1924) zu spät vor Hamnesberget, der 300 Gebirgsjäger der deutschen Kampfgruppe Feuerstein unter Umgehung der alliierten Scissor-Force nach Norden transportiert hatte. Sie versenkten den Dampfer und zerstörten von den Deutschen angelegte Lager.
Nach Sicherung des Abzuges der Alliierten von weiter nördlichen Positionen begleitete die Calcutta einen Geleitzug zurück nach Scapa Flow, der aus zwei Transportern, dem schwerbeschädigten Kreuzer Penelope sowie dem Zerstörer Isis mit Schäden an beiden Schrauben bestand. Beide Kriegsschiffe mussten geschleppt werden. Zur Sicherung gehörten auch noch der mit Radar ausgerüstete Flakkreuzer Coventry sowie die Zerstörer Zulu, Campbell und Witch.
Die Calcutta sollte dann mit drei Sloops ins Mittelmeer verlegen und verlegte zur Ausrüstung nach Chatham. Dort wurde sie zur Evakuierung der britischen Truppen vom europäischen Festland herangezogen und evakuierte am 28. Mai 534 Mann aus Dünkirchen nach Sheerness und am 29. noch einmal 1200 Mann. Dann wurde sie nur zur Abwehr feindlicher Luftangriffe eingesetzt.

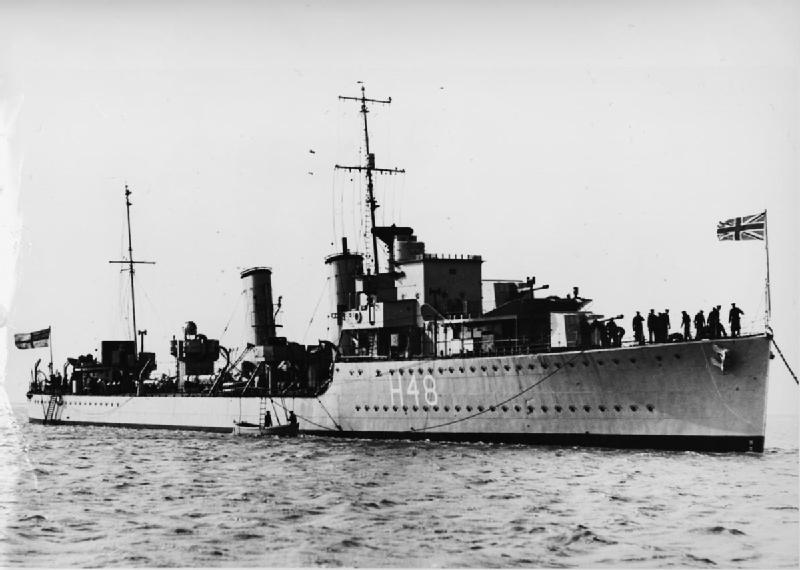
Die HMCS Fraser

Nach Beendigung der Operation Dynamo beteiligte sich der Kreuzer an der Sicherung der Rettung weiterer Briten über andere französische Häfen. Zuletzt nahm sie am 23. Juni Truppen und britisches Personal in Saint-Jean-de-Luz nahe der spanischen Grenze an Bord und brachte die Passagiere nach Portsmouth. Am 25. Juni suchte sie nach Fahrzeugen mit Flüchtlingen in der Gironde zusammen mit den kanadischen Zerstörern Fraser und Restigouche. Dabei kam es am 26. bei hoher Geschwindigkeit zu einer Kollision mit der Fraser vor Bayonne, deren Vorschiff abbrach und sank. Der Kreuzer konnte noch 150 Überlebende der 216-köpfigen Besatzung retten und versenkte dann den anderen Teil des Zerstörers. Begleitet vom Zerstörer Highlander lief der Kreuzer nach Devonport, wo die Schiffbrüchigen von Bord gegeben wurden. An Deck des Kreuzer befanden sich beim Rückmarsch noch Teile der Brücke der Fraser. Der Kreuzer marschierte dann weiter zum Tyne, wo die Reparatur des Schiffes bis Mitte Juli 1940 erfolgte. Am 20. sicherte die Calcutta die Verlegung einer Minensperre durch die 1st Minelaying Squadron in South West Approaches (Operation SN31).
Ende August bereitete sich die Calcutta auf die Verlegung zur Mediterranean Fleet in Alexandria vor.
Ab dem 20. August lief sie mit der Halbschwester Coventry sowie dem Schlachtschiff Valiant und dem neuen Träger Illustrious, die auch zur Mittelmeerflotte sollten, erst bis nach Gibraltar zusammen mit dem für Force H bestimmten Kreuzer Sheffield und sieben Zerstörern der 8th Destroyer Flotilla.
Die als Operation Hats bezeichnete Überführung von Valiant, Illustrious, Calcutta und Coventry durch das Mittelmeer von Gibraltar nach Alexandria wurde im Westmittelmeer von der Force H unter Vizeadmiral Sommerville mit dem Schlachtkreuzer Renown, Träger Ark Royal, der Sheffield und zwölf Zerstörern gesichert. Am 1. September früh griffen neun Fairey Swordfish der Ark Royal vor dem Abdrehen der Force H Port Elmas auf Sardinien an. Nach Passieren der Straße von Sizilien nahm die Mittelmeerflotte südlich von Sizilien mit den Schlachtschiffen Warspite und Malaya, dem Träger Eagle, dem 3. Kreuzergeschwader (Kent, Gloucester, Liverpool), dem 7. Kreuzergeschwader (Orion, Sydney) und 13 Zerstörern der 2nd, 10th und 14th Destroyer Flotilla. Unter Deckung der Mittelmeerflotte marschiert gleichzeitig der Versorgungskonvoi MF.2, der am 2. September Malta von Osten erreichte, während von Valiant, Calcutta und Coventry von Westen eintrafen. Auf dem Rückmarsch teilte Admiral Cunningham die Mittelmeerflotte in Force E (Malaya, Eagle, Coventry und 6 Zerstörer) und Force I (Warspite, Valiant, Illustrious, Calcutta und 7 Zerstörer). Der erste Verband lief südlich von Kreta, der zweite nördlich von Kreta in den italienischen Dodekanes.
Am 15. September 1940 liefen Teile der Mittelmeerflotte aus, um mit Flugzeugen der Illustrious Bengasi anzugreifen. Am 16. traf der Verband die Flakkreuzer Calcutta und Coventry Westlich von Kreta und marschierte zum Startpunkt für die Flugzeuge, die in der Nacht zum 17. mit Minen und Torpedos den Hafen von Bengasi angriffen und einen Zerstörer und zwei Frachter torpedierten.
Im folgenden Monat folgte der Versorgungskonvoi MB.6 nach Malta mit vier Transportern, gesichert von den Flakkreuzern Calcutta, Coventry, den australischen Zerstörern Stuart, Voyager, Waterhen sowie der Wryneck ab Alexandria. In Gewitterstürmen erreichte der Konvoi Malta am 11. Oktober unbemerkt.
Zum Monatsende begann die Landung britischer Heeres- und Luftwaffenstreitkräfte in Griechenland und auf Kreta. Am 29. Oktober verließ ein Geleitzug mit den Kreuzern Coventry, Calcutta, den Zerstörern Waterhen, Vampire, Voyager, Defender der 10th Destroyer Flotilla, den Armed Boarding Vessels Fiona und Chakla, dem Netzleger Protector sowie den Marinetankern Olna und Brambleleaf aus und setzte am 1. November britische Truppen in der Suda-Bucht ab, um einen Stützpunkt einzurichten. Zeitgleich begann die Verlegung britischer Truppen zum griechischen Festland. 

Während der Operation MB.8 ab dem 4. November sicherte die Mittelmeerflotte die Konvois AN.6 und MW.3 in die Ägäis und nach Malta und führte mit Teilen den Trägerangriff auf Tarent aus. Den Malta-Konvoi brachten Coventry sowie die Zerstörer Dainty, Vampire, Waterhen und Voyager zum Ziel. Calcutta übernahm die Sicherung des Teilkonvois in die Ägäis, mit dem sie am 5. in der Suda-Bucht eintraf und von dort dann nach Alexandria zurückkehrte.
Im Rahmen der Operation Excess wurden Verstärkungen nach Malta gebracht und ein Spezialkonvoi aus Gibraltar über Malta bis Piräus und Alexandria durchgeführt. Calcutta sicherte mit den Zerstörern Defender und Diamond sowie vier Korvetten ab dem 7. Januar 1941 Teile des Konvois MW.5 aus Alexandria nach Malta. Wie alle in See befindlichen Teile der Mittelmeerflotte war auch dieses Geleit Ziel deutscher Sturzkampfbomber, die zur Unterstützung der Italiener am Mittelmeer eingetroffen waren.
Die Calcutta verblieb dann im östlichen Mittelmeer und sicherte mit den Flakkreuzern Coventry und Carlisle den Transport von vier britischen Divisionen (rund 58.000 Mann ohne wesentliche Ausfälle) von Alexandria nach Piräus und Volos in Griechenland (Operation Lustre). Die Konvois liefen in einem dreitägigen Rhythmus und wurden meist noch durch eine Schlachtschiff- oder Kreuzergruppe sowie Zerstörer gedeckt. Insgesamt gingen 25 Schiffe mit 115.026 BRT bei der Operation verloren, doch überwiegend nach der Ausladung, aber nur sieben Schiffe in diesen Konvois.
Während dieser Zeit verteidigte die Calcutta Konvois gegen Luftangriffe, befand sich am 25. März mit der Coventry in der Suda-Bucht zum Auftanken, als italienische Sprengboote den Schweren Kreuzer York und den norwegischen Tanker Pericles (8324 BRT, 1936 Göteborg) trafen, die beide auf Grund gingen, aber noch aus dem Wasser ragten. Sie blieb auch unbeschädigt. als am 7. April die Luftwaffe Piräus angriff und die Clan Fraser explodierte.
Mitte April war der alte Flakkreuzer noch zusammen mit dem Flakkreuzer-Neubau Phoebe an einer Versorgungsoperation der Mittelmeerflotte für Malta als Nahsicherung der Transporter beteiligt.
Nach dem Durchbruch deutscher Truppen durch die britische Sperrstellung bei den Thermopylen begann die Räumung Griechenlands durch die britische Armee und ihre Evakuierung durch die Royal Navy (Operation Demon). Insgesamt wurden 50.672 Mann eingeschifft und nach Kreta bzw. Ägypten überführt. An der Sicherung der Evakuierung waren auch die Flakkreuzer Calcutta, Carlisle, Coventry und Phoebe beteiligt. Beim Start der Operation in der Nacht zum 26. April 1941 übernahmen in Porto Rafti, Megara und Nauplia Calcutta, die Korvette Salvia und das Landungsschiff Glengyle 5400 Menschen und brachten sie zur Suda-Bucht auf Kreta. In der Nacht zum 27. sollten die Transporter Slamat und Khedive Ismail, dazu Calcutta und drei Zerstörer in Nauplia etwa 4500 Heeresangehörige an Bord nehmen. Schon auf dem Anmarsch angegriffen, musste das Landungsschiff Glenearn nach Bombentreffern umkehren und wurde vom Zerstörer Griffin nach Kreta abgeschleppt; auch die beiden anderen Transporter wurde getroffen und hatte leichtere Bombenschäden. Durch den Ausfall des Landungsschiffes und seiner Boote verzögerte sich die Aufnahme der wartenden Soldaten, für die zudem nicht hinreichend Platz vorhanden war. Entgegen den Absprachen verzögerte sich der Rückmarsch, der die Schiffe bei Helligkeit möglichst weit aus der Reichweite deutscher Flugzeuge bringen sollte.
Die zuletzt auslaufende, niederländische Slamat mit 500 Soldaten an Bord wurde am Morgen von Jagdbombern des Jagdgeschwaders 77 bombardiert und mit MG-Feuer angegriffen. Sie geriet in Brand und musste geräumt werden. Die Zerstörer Diamond und später auch Wryneck kamen der Slamat zu Hilfe und nahmen die Überlebenden an Bord. Nach dem Angriff der deutschen Luftwaffe setzten die Calcutta, die auch etwa 900 Soldaten an Bord hatte, sowie Hotspur und Isis mit weiteren 900 Soldaten und der Transporter Khedive ihre Fahrt Richtung Kreta fort. Diamond und Wryneck setzten nach der Übernahme der Schiffbrüchigen der Slamat und der Versenkung des brennenden Schiffes ebenfalls den Rückmarsch fort. Sie wurden noch am Nachmittag von der Luftwaffe angegriffen und durch Sturzkampfbomber versenkt. Von über 1000 Menschen auf den drei Schiffen wurden am Ende nur 1 Offizier und 49 Mann gerettet.
Die Calcutta sicherte dann einen Konvoi, der evakuierte Truppen von der Suda-Bucht nach Alexandria brachte.
Am 5. Mai 1941 begann die britische Operation Tiger, eine gleichzeitige Operation der Force H aus Gibraltar und der Mediterranean Fleet aus Alexandria, bei der fünf schnelle Transporter und Verstärkungen für die Mittelmeerflotte (Schlachtschiff Queen Elizabeth, Kreuzer Fiji und Naiad) von Gibraltar durch das Mittelmeer nach Alexandria überführt werden sollten und Malta von Alexandria aus versorgt werden sollte. Calcutta sicherte mit den Flakkreuzern Dido, Phoebe, Coventry und Carlisle, drei Zerstörern und zwei Korvetten den für Malta bestimmten Nachschub auf vier Transportern und zwei Tankern.
Am 8. Mai erfolgten die ersten Angriffe auf die Deckung gebenden Flottenverbände im Westen und Osten. An den beiden folgenden Tagen unterbanden schlechte Sichtverhältnisse Luftangriffe der Achsenmächte weitgehend. Ein italienischer Kreuzervorstoss war zu spät angesetzt und erfolglos. Die britischen Verbände erreichten ihre Ziele bis zum 12. Mai weitgehend ungestört. Von den aus Gibraltar ausgelaufenen Frachtern erreichten die New Zealand Star, Clan Campbell, Clan Chattan und Clan Lamont im Schutz der vorgenannten Flakkreuzer mit 238 (von insg. 295) Matilda-II- und Crusader-Panzern und 43 (von 53) Hurricane-Jagdflugzeugen an Bord Alexandria. Nur die neue Empire Song (9228 BRT, 1941) war kurz vor Malta nach einem Minentreffer verloren gegangen.

### Das Ende derCalcutta
Am 20. Mai 1941 begann die deutsche Luftlandung auf Kreta (Unternehmen Merkur). Die britische Mittelmeerflotte befand sich mit der Masse ihrer Einheiten in See, um einen deutschen Vorstoß zu verhindern, wurde aber von der Luftlandung überrascht.
Seit dem 22. gehörte Calcutta zur Force C unter Konteradmiral King mit den Kreuzern Naiad, Perth und Carlisle sowie den Zerstörern Kandahar, Nubian und Kingston, die versuchte die zweite deutsche Motorseglerstaffel zu vernichten. Wegen der geschickten Verteidigung des sichernden italienischen Torpedoboots Sagittario und rollender Luftangriffe durch Ju 88 der I./LG.l und der III./KG. 30 sowie Do 17 des KG. 2 verlor der deutsche Geleitzug nur zwei Fahrzeuge. Naiad und Carlisle waren durch Bombentreffer beschädigt und die Force C drehte ab, um sich mit der schweren Deckungsgruppe zu vereinigen, die im Laufe des Nachmittags ebenfalls Ziel heftiger Luftangriffe durch Ju-87-Stukas des StG.2, Ju 88 der I./LG.l und II./LG.l sowie von Me-109-Jagdbomber war. Das Schlachtschiff Warspite erhielt mehrere Nahtreffer, der Zerstörer Greyhound und der Kreuzer Glouchester wurden versenkt, die schwerbeschädigte Fiji musste aufgegeben werden, von der aber Kingston und Kandahar noch 523 Überlebende retten konnten. Naiad und Carlisle wurden erneut getroffen und die Valiant leichter beschädigt. Angesichts der Schäden und des Mangels an Flak-Munition ging der Verband zurück nach Alexandria.

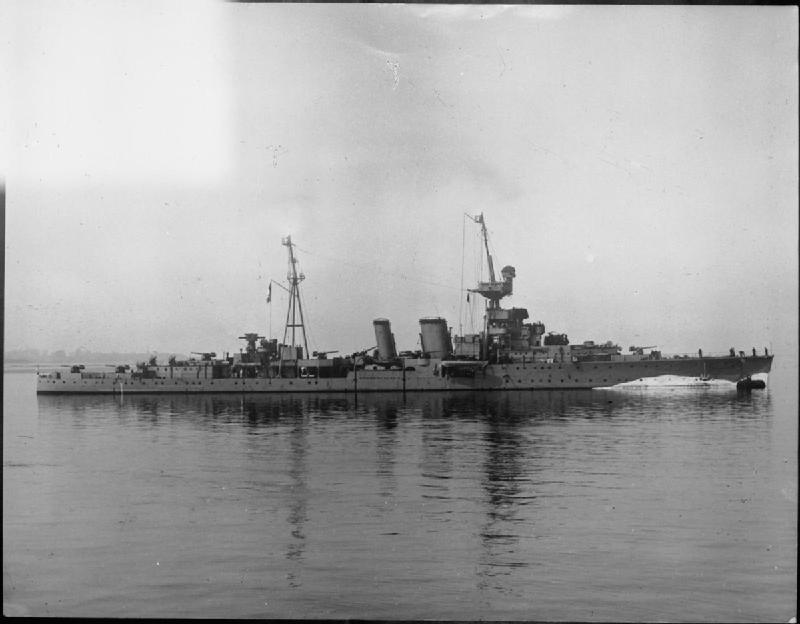
Die Coventry

Da sich die Lage auf Kreta zugunsten der deutschen Angreifer entwickelte, wurden am 27. Mai alle britischen Versuche, Verstärkungen auf die Insel zu bringen, abgebrochen und die Räumung eingeleitet. In der Nacht zum 1. Juni 1941 machte Konteradmiral King mit Phoebe, Abdiel, Jackal, Kimberley und Hotspur den letzten Versuch, aus Sphakia noch Truppen zu evakuieren. 4000 der 6500 Mann dort konnten abtransportiert werden. Zur Sicherung des Verbandes kamen aus Alexandria die Flakkreuzer Calcutta und Coventry entgegen, die rund 100 sm nördlich von Alexandria durch zwei Ju 88 des LG.1 entdeckt werden, die zwei Bombentreffer auf der Calcutta erzielten. Sie führten zum Untergang des Schiffes etwa auf 32° 0′ 0″ N, 28° 0′ 0″ O. Die Coventry konnte 255 Überlebende der 372 Mann starken Besatzung retten.